# Bill Borekambi
Bill Akeem Borekambi (* 27. Mai 1992 in Berlin) ist ein ehemaliger deutscher Basketballspieler. Borekambi begann seine Karriere bei den Reservemannschaften der Erstligisten aus Bremerhaven und Trier, bevor er zwei Jahre an einem Community College in Kalifornien studierte. Nach seiner Rückkehr nach Deutschland wurde er in der ProB 2013/14 sowohl als Youngster des Monats für den November 2013 als auch als Spieler des Monats für den Januar 2014 ausgezeichnet. In der ProA 2014/15 spielte Borekambi eine Spielklasse höher für die Cuxhaven BasCats in der zweithöchsten deutschen Spielklasse ProA.

## Karriere
Borekambi spielte in seiner Jugend zuletzt für die Internationale Berliner Basketball Akademie (IBBA) in seiner Heimatstadt, bevor er sich 2009 den Eisbären aus Bremerhaven anschloss. Die Eisbären statteten den 17-Jährigen mit einer Doppellizenz aus und setzten ihn hauptsächlich in ihrer Reservemannschaft BSG in der 2. Regionalliga sowie in der Juniorenmannschaft in der Nachwuchs-Basketball-Bundesliga (NBBL) ein. Im Play-off-Viertelfinale der Basketball-Bundesliga 2009/10 hatte Borekambi bereits einen Kurzeinsatz in der höchsten Spielklasse. Für die folgende Saison wechselte Jugendauswahlspieler Borekambi, der unter anderem beim renommierten Albert-Schweitzer-Turnier 2010 mit der deutschen U18-Auswahl das Finale erreichte, zum Ligakonkurrenten TBB Trier, der ihn nach dem gleichen Schema hauptsächlich in der Reservemannschaft MJC in der Regionalliga zum Einsatz brachte sowie in der NBBL-Mannschaft der Trierer. Für das All-Star-Game 2011 der NBBL im Rahmenprogramm des BBL All-Star Game vor heimischem Publikum in Trier erhielt Borekambi neben seinem Mannschaftskameraden Maxim Schneider eine Nominierung, nachdem der athletische Borekambi bereits als Gast beim Slam-Dunk-Contest der Luxemburger Liga mitmachen durfte. Da es unter Erstliga-Trainer Henrik Rödl, der zuvor als Juniorentrainer in Berlin jedoch den Nachwuchs von Alba Berlin trainiert hatte, jedoch nicht weiter voranging, entschloss sich Borekambi für ein Studium in den Vereinigten Staaten und einigte sich mit den ebenfalls unzufriedenen Trierer Verantwortlichen im März 2011 auf eine Auflösung des Vertrages. Borekambi ging zum Studium an das College of the Sequoias in Visalia (Kalifornien), einem Ort, aus dem sein Trierer Mannschaftskamerad John Bynum stammte. An diesem Community College nur für „Undergraduates“ spielte er die folgenden zwei Jahre in der Hochschulmannschaft Giants in der California Community College Athletic Association (CCCAA).
Nach seiner Rückkehr nach Deutschland ging Borekambi zunächst wieder an die Nordseeküste und bekam einen Probevertrag in Cuxhaven beim Zweitligisten BasCats, einem Kooperationspartner des Erstligisten aus Bremerhaven, bei dem Borekambi bereits gespielt hatte. Trotz eines passablen Einstands im ersten Saisonspiel der ProA 2013/14 verzichtete der Verein auf eine Verpflichtung von Borekambi, der sich eine Spielklasse tiefer den BasketBären aus Lich anschloss. In der ProB 2013/14 bekam Borekambi bereits im Dezember 2014 die Auszeichnung als Youngster des Monats für den November 2014, bevor er für den Januar 2014 auch die Auszeichnung als Spieler des Monats bekam. Er war damit nach Christian Standhardinger in der Saison 2008/09 der erste Spieler, der die beiden unterschiedlichen monatlichen Auszeichnungen in einer Spielzeit gewinnen konnte. Der ehemalige Erstligist aus Lich schied jedoch bereits in der ersten Play-off-Runde um den Aufstieg in die ProA aus. Zur Saison 2014/15 kehrte Borekambi nach Cuxhaven zurück, das ihn nun fest unter Vertrag nahm. In der Saison 2015/16 bestritt er sechs ProA-Spiele für Nürnberg. In der Saison 2016/17 spielte Bill Borekambi beim PS Karlsruhe in der ProB und stieg mit der Mannschaft im Frühling 2017 als Vizemeister in die ProA auf. Zu diesem Erfolg trug er im Laufe der Spielzeit mit Mittelwerten von 11,8 Punkten sowie 7,6 Rebounds (in 25 Einsätzen) bei.
Im Juli 2017 wurde Borekambi von den Rostock Seawolves (2. Bundesliga ProB) verpflichtet. Mit den Mecklenburgern errang er im Spieljahr 2017/18 die Vizemeisterschaft und somit den Aufstieg in die 2. Bundesliga ProA. Borekambi wurde auf dem Weg zu diesem Triumph in 30 Punktspielen eingesetzt und war mit einem Schnitt von 14,3 Punkten je Begegnung zweitbester Rostocker Korbschütze. Darüber hinaus sammelte er im Mittel sechs Rebounds pro Partie, auch dies war mannschaftsintern der zweithöchste Wert.
In der Sommerpause 2018 schloss er sich den Wiha Panthers Schwenningen (Aufsteiger in die 2. Bundesliga ProB) an. Er erreichte mit Schwenningen im Spieljahr 2018/19 das ProB-Halbfinale und war mit 16,6 Punkten je Begegnung zweitbester Korbschütze der Mannschaft. Als Nachrücker stieg Borekambi mit den Schwenningern in die 2. Bundesliga ProA auf und ging mit der Mannschaft in die zweithöchste deutsche Spielklasse. Neben dem Basketball durchlief er in Schwenningen eine Ausbildung zum Tätowierer.
Im Sommer 2020 wechselte Borekambi zum Regionalligaverein SBB Baskets Wolmirstedt. Aufgrund der Unterbrechung der Regionalliga-Saison wegen der Coronavirus-Pandemie musste er mit Wolmirstedt monatelang pausieren, Ende Januar 2021 wechselte er mit zwei Mannschaftskollegen zur SG Lützel-Post Koblenz in die 2. Bundesliga ProB. In den ProB-Aufstiegsspielen im Juni 2021 trat er wieder für Wolmirstedt an und schaffte mit der Mannschaft den Sprung in die dritthöchste deutsche Spielklasse. 2025 beendete Borekambi seine Laufbahn, nachdem er zuvor mit Wolmirstedt in der Saison 2024/25 das ProB-Finale erreicht hatte.